# Kollektives Verhalten

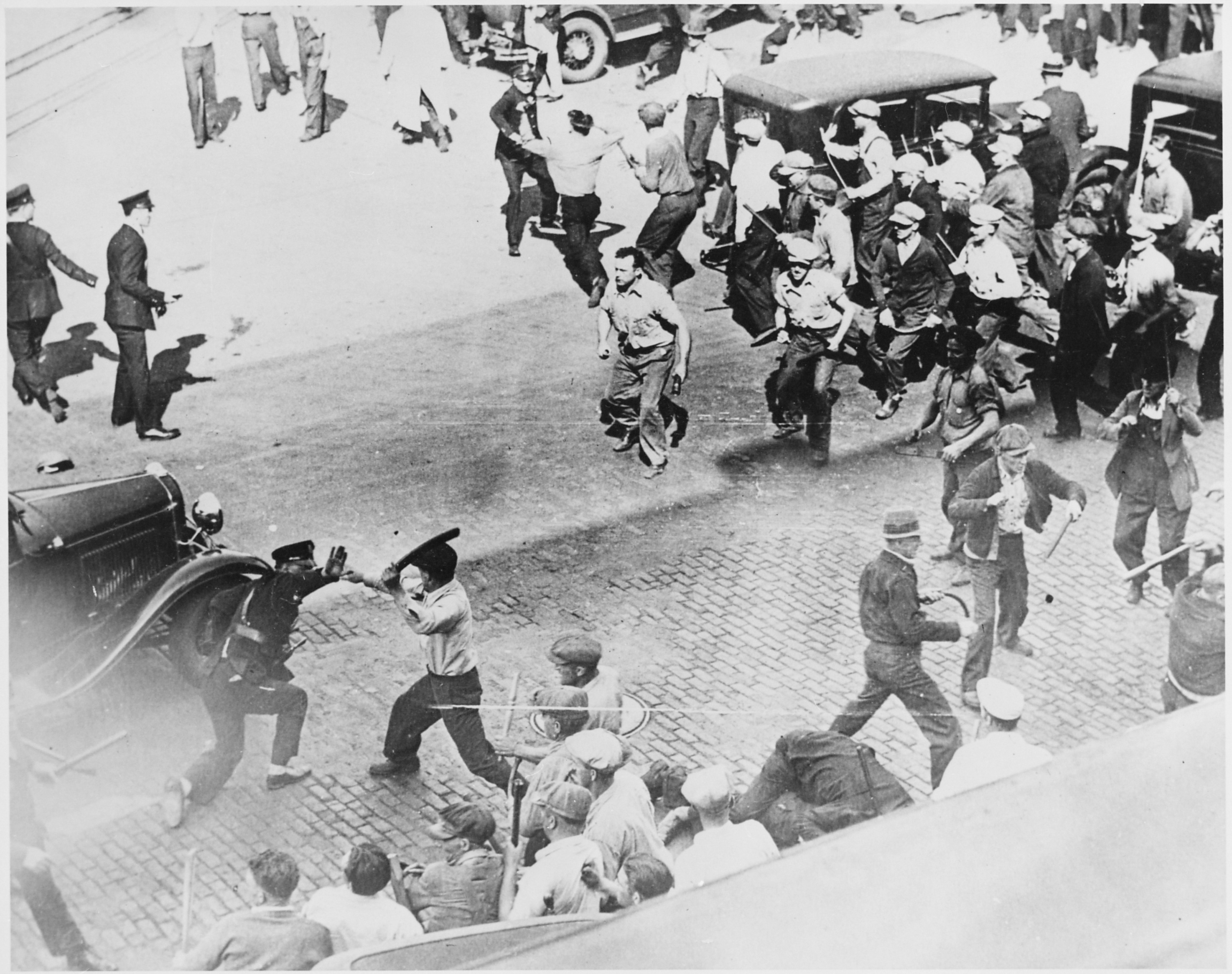
Eine Aufruhr – hier schlagen sich Teamsters mit der Polizei von Minneapolis (1934) – wird oft als ein idealtypischer Realtypus kollektiven Verhaltens gesehen

Kollektives Verhalten ist ein Konzept in der Soziologie und Sozialpsychologie. Dabei folgen Menschen in Gruppensituationen ihren Instinkten und Gefühlen mehr als der Vernunft, anders als beim kollektivem Handeln. Gustave Le Bon und William A. Kornhauser haben den Begriff – also das Signifikat – maßgeblich mitgeprägt. Möglicherweise von Franklin H. Giddings wurde das Label in den soziologischen Diskurs eingebracht, Herbert Blumer und Neil J. Smelser haben es maßgeblich popularisiert. Massenverhalten – z. B. Massenpaniken – ist eine bekannte Unterform kollektiven Verhaltens. Von den 1940er bis in die 1960er Jahre wurden soziale Bewegungen – vor allem wegen des Erfolgs „der Bewegung“ (siehe auch: Die Bewegung) – ebenfalls dem kollektiven Verhalten zugeordnet, aber im Zuge der Neuen Sozialen Bewegungen werden jene eher zu kollektivem Handeln gerechnet.
Vermeintliche, also scheinbare oder tatsächliche, Anonymität begünstigt kollektives Verhalten.